# Островщинский сельсовет
Островщинский сельсовет — административная единица на территории Полоцкого района Витебской области Республики Беларусь. Административный центр — агрогородок Островщина.

## История
В 2004 году населённые пункты упразднённого Шпаковщинского сельсовета включены в состав Островщинского сельсовета.

## Состав
Островщинский сельсовет включает 25 населённых пунктов:
- Авдеево — деревня.
- Бездедовичи-2 — деревня.
- Венцевое — деревня.
- Верхние Морозы — деревня.
- Гамовщина — деревня.
- Жевново — деревня.
- Завалынка — деревня.
- Корсюки — деревня.
- Косарево — деревня.
- Литвиново — деревня.
- Лужайки — деревня.
- Мыщено — деревня.
- Нача-Шпаковщина — деревня.
- Нижние Морозы — деревня.
- Островщина — агрогородок.
- Паншевичи — деревня.
- Петровцы — деревня.
- Палюдовичи — деревня.
- Радковщина — деревня.
- Рубаново — деревня.
- Сиповщина — деревня.
- Сороки — деревня.
- Субовщина — деревня.
- Черноручье — деревня.
- Шпаковщина — деревня.